# Lista de capítulos de One Week Friends

One Week Friends, uma série de mangás escrita e ilustrada por Matcha Hazuki, começou como um mangá one-shot de Matcha Hazuki e foi publicado pela primeira vez na edição de setembro de 2011 da Gangan Joker da Square Enix. Uma serialização completa se seguiu na Gangan Joker a partir de 21 de janeiro de 2012. Após um período de três anos, a série chegou ao fim na edição de fevereiro de 2015 da Gangan Joker, que foi publicada no Japão em 22 de janeiro de 2015. Apesar do término da serialização, um capítulo especial foi posteriormente incluído na edição de maio de 2015 da revista, que foi publicada em 22 de abril de 2015. Os capítulos foram compilados em um total de sete volumes tankōbon foram publicados de 22 de junho de 2012, a 22 de abril de 2015.
Em 2016, a Panini Group anunciou o lançamento da série no Brasil, tendo o primeiro volume lançado em janeiro de 2017.
Em 22 de março de 2021, a edição de abril de 2021 da Gangan Joker revelou que uma sequência do mangá intitulada One Week Friends Afterwards (その後の一週間フレンズ, Sonogo no Isshūkan Friends) começaria a ser serializada na próxima edição.

## Volumes
| 1. O Começo da Amizade (友達のハジマリ。, Tomodachi no Hajimari) 2. Quero Ser Seu Amigo (友達になってください。, Tomodachi ni Natte Kudasai) 3. Fim de Semana Entre Amigos (友達との休日。, Tomodachi to no Kyūjitsu) 4. O Amigo do Amigo (友達の友達。, Tomodachi no Tomodachi) |

| 1. Briga Entre Amigos (友達とのけんか。, Tomodachi to no Kenka) 2. Quem É o Amigo? (友達の誰か。, Tomodachi no Dare ka) 3. A Casa de um Amigo (友達の家。, Tomodachi no Ie) - Uma Semana de "One Week Friends" (とある一週間の「一週間フレンズ。」, Toaru Isshūkan no "Isshūkan Furenzu") 1. A Mãe de um Amigo (友達の母親。, Tomodachi no Hahaoya) 2. Uma Nova Amizade (新しい友達。, Atarashii Tomodachi) |

| 1. O Amigo de Quem me Lembro (覚えてる友達。, Oboeteru Tomodachi) 2. O Amigo de Quem Eu Gosto (好きな友達。, Suki na Tomodachi) 3. A Amigo que não Encontro (会えない友達。, Aenai Tomodachi) 4. O Amigo e o Mar (友達と海。, Tomodachi to Umi) 5. O Último Dia com o Amigo (友達との最後日。, Tomodachi to no Saigobi) 6. Menos do que um Amigo (トモダチ未満。, Tomodachi Miman) |

| 1. 18 (dezoito) (１８（ジューハチ）。, 18 (Jūhachi)) 2. Nostalgia e Inquietação (懐かしさと。胸騒ぎと。, Natsukashisa to. Munasawagi to.) 3. Aquela Época, refrain (あの頃、リフレイン。, Ano Goro, Rifurein) 4. Rapsódia do Aborrecimento (邪魔者ラプソディ。, Jamamono Rapusodi) 5. Fórmula pra Você me Amar (スキになるための化学式。, Suki ni Naru Tame no Kagakushiki) 6. Porque Foi Divertido... (楽しかった、から･･･。, Tanoshikatta, Kara...) 7. Círculo Rolling Stone (環状ローリングストーンズ。, Kanjō Rōringu Sutōnzu) - Certa Semana de "One Week Friends" (いつかの一週間の「一週間フレンズ。」, Itsuka no Isshūkan no "Isshūkan Furenzu") |

| 1. Se Ele não Fosse um Cara Legal (悪イヤツナラ。, Warui Yatsu Nara) 2. Melodia Complexa (コンプレックス チューン。, Konpurekkusu Chūn) 3. O Mosaico do Templo Fushimi Inari (伏見稲荷モザイク。, Fushimi Inari Mozaiku) 4. E, no Fim, Nós Somos... (僕らは結局どうなっていく。, Bokura wa Kekkyoku Dō Natteiku) 5. Progressão Geométrica de limite zero arn - 1 (限りなく0に近いarn - 1, Kagirinaku 0 ni Chikai arn - 1) |

| 1. Valeu (サンキュ。, Sankyu) 2. Que Seja Felizes (しあわせでいてくれますように。, Shiawase de Itekuremasu Yōni) 3. Fragmentos de Arco-Íris (虹のかけら, Niji no Kakera) 4. Aquele que Controla Minha Impulsividade (猛進コントローラー。, Mōshin kontorōrā) 5. Sinfonia (奏(かなで), Kanade) |

| 1. As Suas Qualidades (きみのいいところ。, Kimi no Ii Tokoro) 2. Fugir da Rota de Fuga (逃げ道からのテイクオフ。, Nigemichi Kara no Teiku-ofu) 3. Surpreendentemente Bem (意外に元気。, Igai ni Genki) 4. Café com Leite (コーヒーとミルク。, Kōhī to Miruku) 5. Eu me lembrei de tudo (全部、思いだしたよ。, Zenbu, Omoidashita Yo) 6. Hajime-kun (はじめくん。) 7. Por Favor, Vamos Ser Amigos de Novo (また、友達になってください。, Mata, Tomodachi ni Natte Kudasai) |